# أوناغة
أوناغة (بالفرنسية: Ounagha)‏ (وتـُنطق: ونارة) هي بلدة مغربية تقع شرق مدينة الصويرة وتبعد عن الصويرة ب 25 كلم. المدينة تنتمي لإقليم الصويرة وتضم 12.188 نسمة (إحصاء 2004). البلدة تقع على الطريق الوطنية الرابطة بين مراكش والصويرة. تشتهر المنطقة بإنتاج زيت الأركان والحبوب وتربية الماشية.